# Fußgängerbrücke über den Ruderkanal Plowdiw

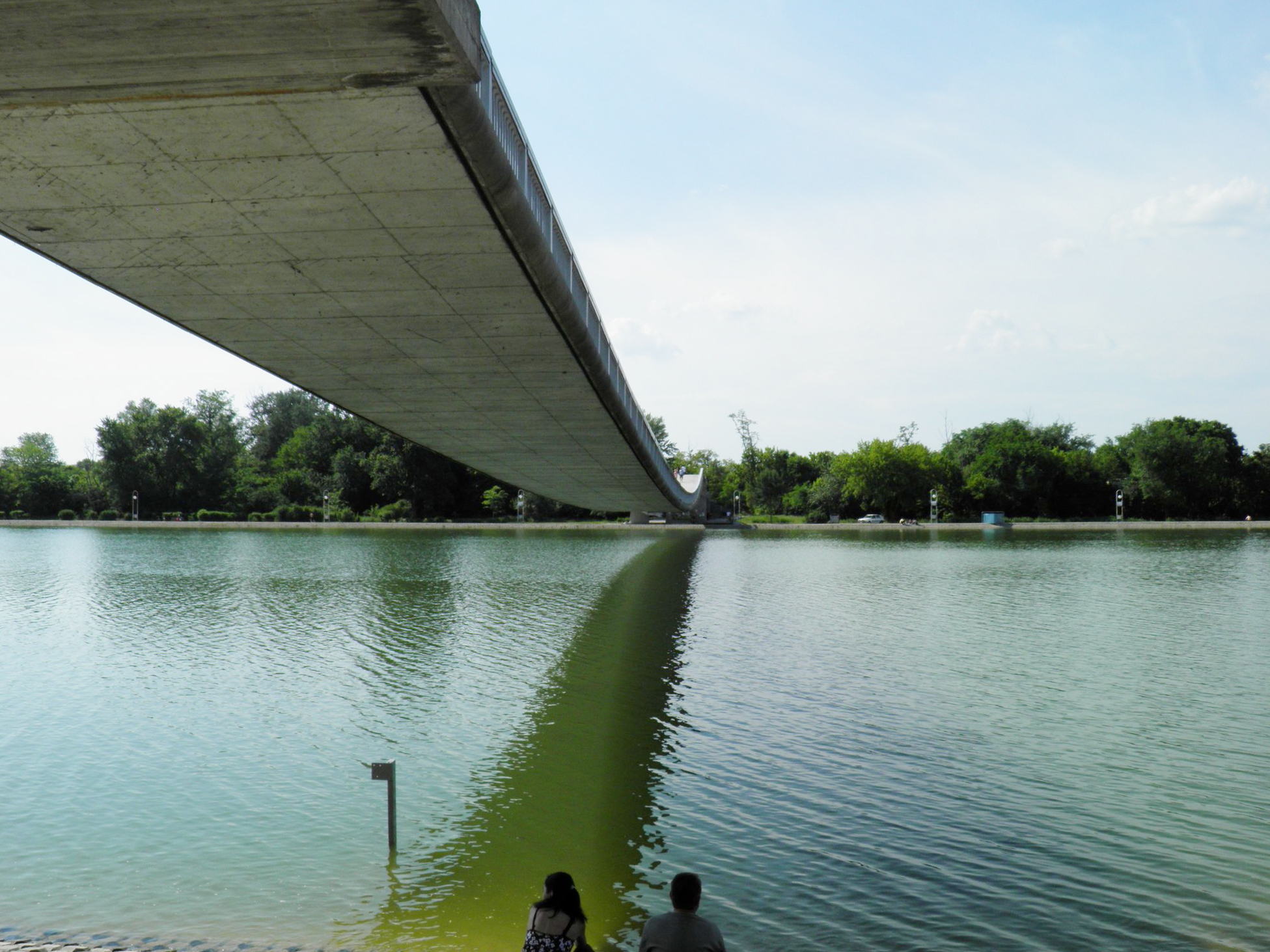

Die Fußgängerbrücke über den Ruderkanal Plowdiw überquert den Ruderkanal Plowdiw in Plowdiw, Bulgarien.
Sie steht nahe der 1000-m-Marke der 2200 m langen Regattastrecke. Außerhalb der Renntage wird sie als Verbindung zu den Grünanlagen an dem nahen Fluss Mariza genutzt.
Die von P. Petrow, B. Barsakow und T. Angelow entworfene und von dem bulgarischen Unternehmen Moststroy A.D. gebaute Brücke wurde 1989 fertiggestellt. Die 246 m lange und rund 4,5 m breite Spannbandbrücke wird von zwei Betonpfeilern gestützt, die hinter den Uferwegen stehen und untereinander einen Abstand von 150 m haben. Ihr durchhängender Fahrbahnträger ist ein 32 cm dickes Band aus Spannbeton, das von den Spanngliedern in seinem Inneren getragen wird. Neben den Pfeilern stehen offene Treppenhäuser, die die Uferwege mit dem Brückendeck verbinden.